# Escut de Planoles
L'escut oficial de Planoles té el següent blasonament:
Escut caironat: de sinople, 2 palmes d'or passades en sautor acompanyades, a la destra, d'un sautoret d'or i, a la sinistra, de 2 ciris d'or encesos de gules passats en sautor; el peu d'or, 4 pals de gules. Per timbre una corona mural de poble.

## Història
Va ser aprovat el 4 de juliol de 1985 i publicat al DOGC el 30 d'agost del mateix any amb el número 582. Abans d'acabar l'any es va publicar una correcció d'errada al DOGC número 585 el 6 de setembre.
Les dues palmes creuades són un senyal tradicional de les armes del poble i fan al·lusió al màrtir sant Vicenç màrtir, patró de Planoles, també representat pel sautor. Les dues espelmes creuades són l'atribut de sant Marcel, patró de Planès, l'altre poble principal del municipi, annexat el 1967. Els quatre pals de Catalunya recorden que la localitat fou una batllia reial.